# 노효정 (1961년)
노효정(1961년 ~ )은 대한민국의 영화 감독 겸 각본가이다.

## 이력
영화 각본가 겸 영화감독
그는 주요 경력으로 한국영화아카데미 2기 출신이다.

## 참여작

### 감독
- 2001년 《인디안 썸머》

### 각본
- 1995년 《영원한 제국》
- 1993년 《101번째 프로포즈》
- 1992년 《우리들의 일그러진 영웅》
- 1992년 《이혼하지 않은 여자》
- 1991년 《러브 러브》
- 1990년 《1990년 자유부인》
- 1990년 《단지 그대가 여자라는 이유만으로》

### 연출부
- 1992년 《걸어서 하늘까지》